# Paratoxodera
Paratoxodera es un género de mantis de la familia Toxoderidae. Tiene cuatro especies:
- Paratoxodera borneana
- Paratoxodera cornicollis
- Paratoxodera meggitti
- Paratoxodera pluto